# Каріна Карлссон
Каріна Карлссон (швед. Carina Karlsson; нар. 11 вересня 1963) — колишня шведська тенісистка.
Найвищу одиночну позицію світового рейтингу — 42 місце досягла в червні 1985 року.
Найвищим досягненням на турнірах Великого шолома був чвертьфінал в одиночному розряді.

## Фінали Туру WTA

### Одиночний розряд (0-1)
| Результат | Дата                        | Турнір                | Рівень  | Покриття | Суперниця        | Рахунок  |
| --------- | --------------------------- | --------------------- | ------- | -------- | ---------------- | -------- |
| Поразка   | Hewlett-Packard Trophy 1985 | Гілверсум, Нідерланди | $75,000 | Килим    | Катарина Малеєва | 3–6, 2–6 |

### Парний розряд (0-1)
| Результат | Дата                 | Турнір                                       | Рівень   | Покриття | Партнерка        | Суперниці                   | Рахунок  |
| --------- | -------------------- | -------------------------------------------- | -------- | -------- | ---------------- | --------------------------- | -------- |
| Поразка   | Porsche Classic 1985 | Porsche Tennis Grand Prix, Західна Німеччина | $175,000 | Килим    | Тіна Шоєр-Ларсен | Пем Шрайвер Гана Мандлікова | 2–6, 1–6 |